# Facelina dubia
Facelina dubia är en snäckart som beskrevs av Pruvot-fol 1949. Facelina dubia ingår i släktet Facelina och familjen Facelinidae. Inga underarter finns listade i Catalogue of Life.